# Dulacia candida
Dulacia candida är en tvåhjärtbladig växtart som först beskrevs av Poeppig, och fick sitt nu gällande namn av Carl Ernst Otto Kuntze. Dulacia candida ingår i släktet Dulacia och familjen Olacaceae. Inga underarter finns listade i Catalogue of Life.